# Edulica compedella
Edulica compedella är en fjärilsart som beskrevs av Philipp Christoph Zeller 1881. Edulica compedella ingår i släktet Edulica och familjen mott. Inga underarter finns listade i Catalogue of Life.